# ...Like Clockwork
| Recensione | Giudizio |
| ---------- | -------- |
| AllMusic   | [ 1 ]    |

...Like Clockwork è il sesto album in studio del gruppo musicale statunitense Queens of the Stone Age, pubblicato il 4 giugno 2013.

## Descrizione
Il leader del gruppo Josh Homme ha descritto il disco come «un commentario audio ad un anno da matti» («an audio commentary of a manic year»).

## Tracce
Testi di Joshua Homme, musiche di Queens of the Stone Age, eccetto dove indicato.
1. Keep Your Eyes Peeled – 5:04
2. I Sat by the Ocean – 3:55
3. The Vampyre of Time and Memory – 3:34
4. If I Had a Tail – 4:55
5. My God Is the Sun – 3:55
6. Kalopsia – 4:38
7. Fairweather Friends – 3:43 (testo: Joshua Homme – musica: Queens of the Stone Age, Mark Lanegan)
8. Smooth Sailing – 4:51
9. I Appear Missing – 6:00
10. …Like Clockwork – 5:24 (testo: Joshua Homme – musica: Joshua Homme, James Lavelle, Charlie May)

## Formazione
- Joshua Homme – voce, chitarra, slide guitar sulle tracce 2 e 9, percussioni sulle tracce 2 e 5, pianoforte, moog, Roland SH-201 e batteria sulla traccia 3, loop sulla traccia 8, chitarra a 12 corde sulle tracce 9 e 10, basso sulla traccia 10
- Troy Van Leeuwen – chitarra, voce, moog sulle tracce 3, 4 e 5, shaker sulle tracce 1 e 9, battiti di mani sulle tracce 2 e 8, lap steel guitar sulle tracce 3 e 6, chitarra a 12 corde sulle tracce 5, 9 e 10, sintetizzatore Korg sulla traccia 3, percussioni sulla traccia 5, chitarra acustica sulla traccia 10
- Dean Fertita – tastiere, chitarra, voce, pianoforte sulle tracce 1, 2, 3 e 6, pianoforte elettrico Wurlitzer sulle tracce 2 e 7, slide guitar sulla traccia 2, sintetizzatori Moog e Korg sulla traccia 4, Fender Rhodes e Korg MS-10 sulla traccia 6, Clavinet sulla traccia 9
- Michael Shuman – basso, voce, piatti sulla traccia 1, tamburello basco sulla traccia 2, chitarra a 12 corde sulla traccia 4, moog sulla traccia 6, chitarra sulla traccia 7, percussioni sulla traccia 8, mellotron sulla traccia 10

### Altri musicisti
- Dave Grohl – batteria e percussioni sulle tracce 4, 5, 7, 8 e 9
- Joey Castillo – batteria e percussioni sulle tracce 1, 2, 3 e 6
- Nick Oliveri – voce sulla traccia 4
- Mark Lanegan – voce sulla traccia 4
- Trent Reznor – voce, grancassa e rullante sulla traccia 6
- Jake Shears – voce sulla traccia 1
- Alex Turner – voce sulla traccia 4
- Elton John – voce e pianoforte sulla traccia 7
- Jon Theodore – batteria e percussioni sulla traccia 10
- Charlie May – pianoforte sulla traccia 10
- Philip Shepard – archi e arrangiamenti sulla traccia 10
- James Lavelle – arrangiamenti e produzione sulla traccia 10

## Classifiche
| Classifica (2013) | Posizione raggiunta |
| ----------------- | ------------------- |
| Australia         | 1                   |
| Canada            | 2                   |
| Francia           | 8                   |
| Germania          | 7                   |
| Italia            | 11                  |
| Regno Unito       | 2                   |
| Spagna            | 7                   |
| Stati Uniti       | 1                   |